# Nánási Balázs
Nánási Balázs (Nyíregyháza, 1989. április 22. –)  magyar labdarúgó.

## Pályafutása
Nánási Balázs 13 évesen került a nyíregyházi focicsapathoz, előtte a labdarúgást csak amatőr szinten űzte. Nyíregyházán a csapat alapembere volt. 2011 tavaszán került Zalaegerszegre, majd a nyári átigazolási szezon végén kölcsönbe visszakerült Nyíregyházára. A kölcsönszerződés lejártával visszatért a ZTE FC-hez.